# World of Warcraft: Warlords of Draenor
World of Warcraft: Warlords of Draenor (срп. Свет Воркрафта: Војни заповедници Дренора; позната као Warlords или WoD) је Близардова, пета експанзија за ММОРПГ игру Свет Воркрафта која је најављена на BlizzCon-у 2013, 8. новембра 2013. године. Експанзија је пуштена је у продају 13. новембра 2014. године и у прва 24 часа остварила је продају од 3.3 милиона примерака чиме се изједначена са експанизјом Cataclysm а враћен је и број претплатника са 7.4 на 10 милиона.

## Начин игре

### Промене
Експанзија (енгл. Warlords of Draenor) је подигао ниво играчког карактера са 90 па све до 100. Такође је чине нове тамнице (енгл. dungeons) и рације (енгл. raids) a представљена је нова тежина у рацијама под називом Митски (енгл. Mythic) и која представља до сада најтежи ниво система рејдовања. Играчи ће изграђивати и унапређивати своје нове гарнизоне, лични простор у коме могу да регрутују друге ликовиме за обављање мисија. Гарнизон се константно повећава додавањем објеката као што су штале или складишта и тиме се повећава величина и мења изглед. Развојни тим направио низ промена у односу система (енгл. PvP).

## Повратак у прошлост
Експанзија се одвија у алтернативном универзуму на свету Дренор, оригиналној планети Оркова (енгл. Orcs) у време како је изгледала у (енгл. Warcraft II: Beyond the Dark Portal), пре његовог уништења и стварања новог света који је добио име Земља ван домашаја (енгл. Outland). Легендарни ликови Воркрафта из прошлости су се вратили као што су Гром Хелскрим (енгл. Grom Hellscream), Нерзул (енгл. Ner'zhul), Гулдан (енгл. Gul'dan), Блекхенд (енгл. Blackhand) и многи други.
На крају (енгл. Mists of Pandaria), Гарош Хелскрим је свргнут као поглавица Хорде од стране комбинованих снага Алијансе и Хорде и одведен у притвор од стране Пандарена (енгл. Pandaren) који су хтели да му суде за злочине које је починио у Пандарији (енгл. Pandaria). Међутим, пре него што му је суђено, Гарош је успео да побегне из заточеништва. Уз помоћ одметнутог Бронзаног змаја, успео је да се пребаци у алтернативни временски оквир прошлости и отпутовао на планету Дренор (енгл. Draenor) која је била станиште оркова пре настанка Хорде. По пристизању ступио је у контакт са својим оцем Громом Хелскримом и испричао му шта будућност доноси. Орци су послушавши Гарошев савет и одбили да попију крв демон господара Манарота (енгл. Mannoroth), што је у ранијој неизмењеној прошлости довело до њихове корупције од стране Горуће Легије (енгл. Burning Legion), чиме је прошлост значајно измењена. Сви кланови су уједињени под вођством Грома Хелскрима у Гвоздену Хорду (енгл. Iron Horde), користећи технологију коју је Гарош донео из своје стварности чиме је почео рат за освајање Дренора и довело до изградњу Тамног Портала (енгл. Dark Portal) који је омогућио овој Хорди да путује кроз време и да окупира Азерот у садашњем добу.